# Sawiczy (stacja kolejowa)
Sawiczy (biał. Савічы; ros. Савичи) – stacja kolejowa w pobliżu miejscowości Sawiczy i Dubauka, w rejonie bobrujskim, w obwodzie mohylewskim, na Białorusi. Położona jest na linii Homel - Żłobin - Mińsk.